# Шойер-Ларсен, Тина
Ти́на Шо́йер-Ла́рсен (дат. Tine Scheuer-Larsen; род. 13 марта 1966) — датская профессиональная теннисистка, теннисный тренер и комментатор. Победительница 7 турниров WTA в парном разряде, рекордсменка сборной Дании по длительности выступлений и числу побед в Кубке Федерации.

## Игровая карьера
Тина Шойер-Ларсен дебютировала в составе сборной Дании в Кубке Федерации в 1981 году, в возрасте 15 лет. В пяти встречах она потерпела четыре поражения, но её единственная победа (в паре с Анной-Меттой Сёренсен) позволила датчанкам одержать общую победу в матче с командой Швеции. Во второй половине 1983 года 17-летняя Тина уже регулярно участвовала в турнирах женского цикла ITF, к концу сезона завоевав пять титулов в одиночном и два — в парном разряде. По итогам выступлений Федерация тенниса Дании присвоила Шойер-Ларсен титул «Теннисист года».
В 1984 году Тина представляла Данию на показательном теннисном турнире Олимпийских игр в Лос-Анджелесе (куда допускались игроки в возрасте до 21 года) и дошла до полуфинала Открытого чемпионата Франции в одиночном разряде среди девушек, а на следующий год уже пробилась в четвёртый круг этого турнира среди взрослых после победы в первом матче над 12-й ракеткой чемпионата Барбарой Поттер. В конце 1985 года в Фильдерштадте (ФРГ) Шойер-Ларсен вышла в первый за карьеру финал турнира тура Virginia Slims в парном разряде. По пути в финал Шойер и шведка Карина Карлссон обыграли две посеянных пары, в том числе первую пару турнира Гелена Сукова-Клаудиа Коде-Кильш. В апреле 1986 года датская теннисистка повторила свой успех уже в одиночном разряде, также победив по ходу турнира в Айл-оф-Палмс (США) двух соперниц, находившихся выше неё в сетке, и проиграв лишь первой ракетке соревнования Элис Берджин. Вскоре после выхода в третий круг на Открытом чемпионате США этого года Шойер-Ларсен поднялась в рейтинге до 34-го места и по итогам сезона вторично получила в Дании звание «Теннисист года».
После этого успехи Шойер в одиночном разряде пошли на спад, однако её парная карьера продолжала прогрессировать. За 1986 год она трижды проигрывала в парных финалах турниров Virginia Slims, а на следующий год уже одержала в них две победы при двух поражениях в финалах, завершив его на 22-м месте в парном рейтинге. Победы Шойер в одиночном и парном разрядах в матчах с командами Люксембурга и Ирландии обеспечили датской сборной выход в четвертьфинал Мировой группы Кубка Федерации. В миксте, где с ней выступал соотечественник Микаэль Мортенсен, она пробилась в полуфинал Открытого чемпионата Франции (победив Мартину Навратилову и Пола Макнами) и в четвертьфинал Уимблдонского турнира (после победы над третьей сеяной парой Бетси Нагельсен-Питер Флеминг).
В 1988 году Шойер вновь выиграла два турнира WTA в парном разряде и вышла со сборной Дании в четвертьфинал Мировой группы в Кубке Федерации, принеся команде победы в матчах с представительницами Люксембурга и Аргентины. Она также вторично представляла Данию в одиночном разряде на Олимпийских играх, проиграв в третьем круге в Сеуле Наталье Зверевой. Осенью 1988 года она поднялась в парном рейтинге WTA до 14-го места — высшего в карьере. Ещё два титула были завоёваны в парном разряде на следующий год; в 1989 году Шойер также единственный раз за карьеру дошла до четвертьфинала турнира Большого шлема в женском парном разряде после того, как победила в паре с Катрин Танвье в третьем круге Открытого чемпионата Франции восьмую сеяную пару Гана Мандликова-Элис Берджин. В четвертьфинале Шойер и Танвье уступили посеянным третьими Штеффи Граф и Габриэле Сабатини. Свой последний парный титул в турнирах WTA Тина Шойер-Ларсен завоевала на Открытом чемпионате Швеции 1990 года — он стал для неё седьмым в карьере и третьим на этом турнире.
В середине 1990 года Шойер резко сократила объём выступлений в профессиональных турах. За весь 1991 год она приняла участие только в восьми турнирах, а за 1992 год — в двух, завоевав последний за карьеру титул в парном разряде в турнирах ITF. После этого она продолжала выступления только в составе сборной Дании, где играла до 1996 года. В 1995 году, защищая цвета датского флага во II Европейско-африканской группе, Шойер-Ларсен добилась редкого результата, обыграв соперницу из Ботсваны со счётом 6:0, 6:0 и не отдав ей в одном из сетов ни одного очка из 24 возможных. Такой результат, известный, как «золотой сет», был зафиксирован только несколько раз в истории.
Тина Шойер-Ларсен оставалась датской теннисисткой с самым высоким в истории местом в рейтинге до 2008 года, когда её обошла Каролина Возняцки — будущая первая ракетка мира. Она остаётся рекордсменкой сборной Дании по количеству проведенных сезонов (13) и одержанных побед (33 в общей сложности и 17 в парном разряде).
По окончании игровой карьеры Тина Шойер-Ларсен работает теннисным тренером. В 1995—2000 годах она сотрудничала с центром подготовки игроков датской сборной, в частности работая с Кристианом Плессом и Эвой Дюрберг, а с 2000 года тренирует в спортклубе HIK. Она также работает спортивным комментатором на телеканале TV3.

## Положение в рейтинге в конце сезона
| Разряд    | 1983 | 1984 | 1985 | 1986 | 1987 | 1988 | 1989 | 1990 |
| --------- | ---- | ---- | ---- | ---- | ---- | ---- | ---- | ---- |
| Одиночный | 163  | 73   | 52   | 44   | 129  | 120  | 121  | 180  |
| Парный    | -    | -    | -    | 37   | 22   | 26   | 53   | 65   |

## Финалы турниров WTA за карьеру

### Одиночный разряд (0-1)
| Результат | №  | Дата           | Турнир                         | Покрытие | Соперница в финале | Счёт в финале |
| --------- | -- | -------------- | ------------------------------ | -------- | ------------------ | ------------- |
| Поражение | 1. | 21 апреля 1986 | Айл-оф-Палмс, Ю. Каролина, США | Грунт    | Элис Берджин       | 1-6, 3-6      |

### Парный разряд (7-7)
| Легенда            |
| ------------------ |
| Большой шлем (0)   |
| Чемпионат WTA (0)  |
| IV категория (1-0) |
| V категория (4-1)  |
| VS (6-2)           |

| Результат | №  | Дата             | Турнир                              | Покрытие | Партнёр             | Соперницы в финале                | Счёт в финале   |
| --------- | -- | ---------------- | ----------------------------------- | -------- | ------------------- | --------------------------------- | --------------- |
| Поражение | 1. | 14 октября 1985  | Фильдерштадт, ФРГ                   | Ковёр(i) | Карина Карлссон     | Гана Мандликова Пэм Шрайвер       | 2-6, 1-6        |
| Поражение | 2. | 14 июля 1986     | Открытый чемпионат Австрии, Брегенц | Грунт    | Сабрина Голеш       | Петра Кеппелер Петра Хубер        | 2-6, 4-6        |
| Поражение | 3. | 29 сентября 1986 | Хилверсюм, Нидерланды               | Ковёр(i) | Катрин Танвье       | Кэти Джордан Гелена Сукова        | 5-7, 1-6        |
| Поражение | 4. | 20 октября 1986  | Брайтон, Великобритания             | Ковёр(i) | Катрин Танвье       | Штеффи Граф Гелена Сукова         | 4-6, 4-6        |
| Победа    | 1. | 30 марта 1987    | Айл-оф-Палмс, Ю. Каролина, США      | Грунт    | Лаура Гильдемейстер | Мерседес Пас Кэнди Рейнольдс      | 6-4, 6-4        |
| Поражение | 5. | 11 мая 1987      | Открытый чемпионат Германии, Берлин | Грунт    | Катарина Линдквист  | Клаудиа Коде-Кильш Гелена Сукова  | 1-6, 2-6        |
| Победа    | 2. | 6 июля 1987      | Открытый чемпионат Швеции, Бостад   | Грунт    | Пенни Барг          | Патрисия Тарабини Сандра Чеккини  | 6-1, 6-2        |
| Поражение | 6. | 19 октября 1987  | Брайтон (2)                         | Ковёр(i) | Катрин Танвье       | Кэти Джордан Гелена Сукова        | 5-7, 1-6        |
| Поражение | 7. | 22 февраля 1988  | Оклахома-Сити, США                  | Ковёр(i) | Катарина Линдквист  | Яна Новотна Катрин Сюир           | 4-6, 4-6        |
| Победа    | 3. | 11 июля 1988     | Брюссель, Бельгия                   | Грунт    | Мерседес Пас        | Катерина Малеева Рафаэлла Реджи   | 7-63, 6-1       |
| Победа    | 4. | 25 июля 1988     | Гамбург, ФРГ                        | Грунт    | Яна Новотна         | Андреа Бецнер Юдит Визнер         | 6-4, 6-2        |
| Победа    | 5. | 24 апреля 1989   | Барселона, Испания                  | Грунт    | Яна Новотна         | Юдит Визнер Аранча Санчес-Викарио | 6-2, 2-6, 7-63  |
| Победа    | 6. | 24 июля 1989     | Открытый чемпионат Швеции (2)       | Грунт    | Мерседес Пас        | Сабрина Голеш Катерина Малеева    | 6-2, 7-5        |
| Победа    | 7. | 9 июля 1990      | Открытый чемпионат Швеции (3)       | Грунт    | Мерседес Пас        | Карин Баккум Николь Ягерман       | 6-3, 6-710, 6-2 |